# Józef Stolarczyk (ksiądz)
Józef Stolarczyk (ur. 12 lutego 1816 w Wysokiej koło Jordanowa, zm. 6 lipca 1893 w Zakopanem) – polski duchowny rzymskokatolicki, taternik, pierwszy proboszcz parafii w Zakopanem.

## Życiorys
Pochodził z rodziny chłopskiej Jędrzeja Stolarczyka i Agaty z domu Działek. Skończył gimnazjum pijarów w Podolińcu na Spiszu. Studiował teologię w seminarium duchownym w Tarnowie. 28 sierpnia 1842 r. otrzymał w Tarnowie święcenia kapłańskie.
Pełnił służbę duszpasterską w Makowie (1842–1843) jako aplikant, w Nowym Targu (do marca 1847) jako katecheta, w Tarnowie (kwiecień–grudzień 1847) jako wikary. 29 listopada 1847 r. został instytuowany, a 6 stycznia 1848 r. instalowany jako pierwszy proboszcz zakopiański. Zdobył szacunek i zaufanie parafian. Rozbudował drewniany kościół i rozpoczął budowę murowanego, utworzył pierwszy cmentarz i założył pierwszą szkołę w Zakopanem. Przyczynił się do spopularyzowania miejscowości jako letniska, pośrednicząc między przybyszami a góralami. Prowadził kronikę parafialną, która została opublikowana w „Roczniku Podhalańskim” w latach 1914–1921. Napisał także wspomnienie Wycieczka na szczyt Gerlachu (1875).

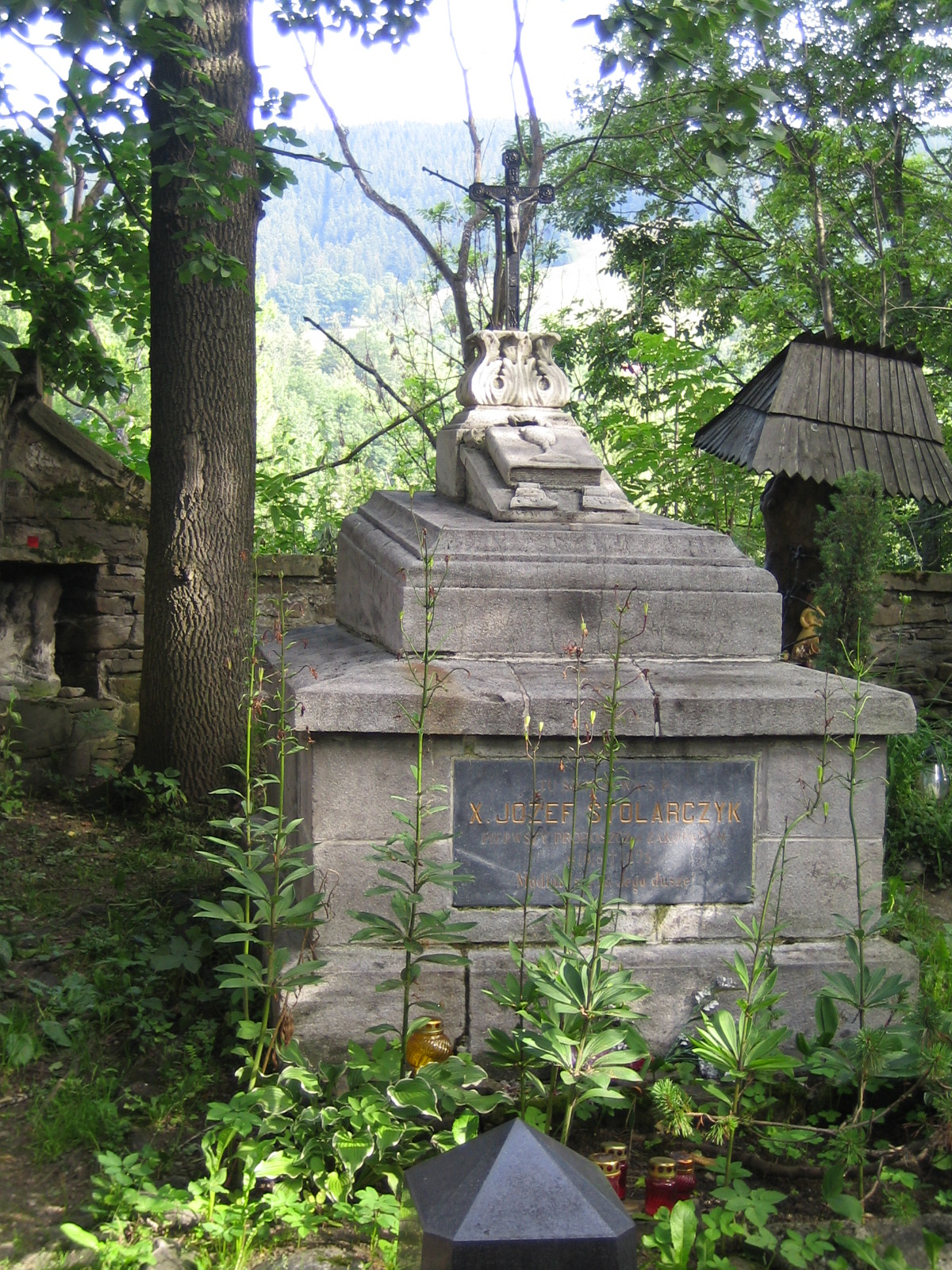
Grób ks. Józefa Stolarczyka

Był jednym z najlepszych taterników swojej epoki. Do jego największych osiągnięć należą: pierwsze wejście na Baranie Rogi (1867), ósme wejście na Gerlach (1874), trzecie wejście na Lodowy Szczyt.
Wiosną 1870 r. odbył podróż do krajów basenu Morza Śródziemnego. Zwiedził Egipt i Ziemię Świętą, w Rzymie podczas uroczystości widział papieża Piusa IX. We wrześniu lub październiku 1873 roku przebył cholerę i omal nie umarł; leczył go profesor Chałubiński.
Był jednym ze współzałożycieli Towarzystwa Tatrzańskiego (3 sierpnia 1873 r.), a w 1883 r. w uznaniu zasług został mianowany honorowym członkiem tej organizacji.
Imieniem księdza nazwana jest przełęcz pomiędzy Czarnym Szczytem a Baranimi Rogami (Przełęcz Stolarczyka). W Zakopanem ulica Stolarczyka łączy Kasprusie i ulicę Kościeliską.
Został pochowany w Zakopanem na Cmentarzu Zasłużonych na Pęksowym Brzyzku (kw. L-II-1).